# 罗贞陀罗跋摩二世
罗贞陀罗跋摩二世（Rajendravarman II ？—968年），柬埔寨吴哥王朝国王（944 -968年在位）。
罗贞陀罗跋摩二世是耶输跋摩一世的侄子，他的主要纪念神庙，位于柬埔寨的吴哥地区的暹粒省的比粒寺，又名变身塔（Pre Rup）和東美蓬寺（East Mebon）。
944年，羅貞陀羅跋摩將都城遷至吳哥，在此之前他建都波瓦婆罗(Bhavapura)(城市的位置是有争议的)，铭文说，在他的指导下，高棉帝国扩展到越南南部、老挝和泰国的大部分，北部远至中国南方。
比粒寺的铭文在叙述说罗贞陀罗跋摩二世是一个伟大的战士，他的剑，他的身体经常血迹斑斑，坚硬如钻石。国王惩罚有罪的人。铭文说，他有无穷无尽的同情无辜的人。其他铭文描绘他为国家宗教仪式的组织者。在一篇文字中，他给命令收集圣油，用于寺庙。
国王宫殿由他的大臣迦维因陀罗梨摩多那(Kavindrarimathana)设计。许多学者认为罗贞陀罗跋摩二世制定了一套系统的集权管理方法。
967年，在他死前一年，建造了以雕刻精细闻名的女王宫（Banteay Srei），以精美浮雕著称，位于柬埔寨暹粒省，距著名的吴哥城约25公里，是柬埔寨三大圣庙之一，被誉为“吴哥古迹中的明珠”。
罗贞陀罗跋摩二世与东方的竞争对手占城进行对抗，公元950年获得神庙婆那加占婆塔（Po Nagar）的一个黄金雕像战利品。他又把归附的诸侯王国属地改名为省，不愿意归顺的王国再以武力征服。又出征居住于越南中部的Chams族（信奉回教）。
罗贞陀罗跋摩二世死后，他10岁的儿子阇耶跋摩五世继位。